# 대가야고등학교
대가야고등학교(大伽倻高等學校)는 대한민국 경상북도 고령군 대가야읍 쾌빈리에 있는 사립 고등학교이다.

## 학교 연혁
- 1983년 4월 27일 : 학교법인 송재학원 설립 인가
- 1983년 4월 27일 : 신재휴 초대 이사장 취임
- 1983년 10월 19일 : 신용수 초대 교장 취임
- 1983년 11월 21일 : 대가야고등학교 설립 인가 (5학급)
- 1984년 3월 3일 : 신입생 입학식 5학급 (285명)
- 1985년 12월 30일 : 본관 3층 13개 교실 준공
- 1988년 12월 21일 : 기숙사 준공 (160명 수용, 461평)
- 1995년 4월 11일 : 기숙사 식당 준공
- 1999년 11월 1일 : 교내 급식소 준공
- 2007년 9월 14일 : 농산어촌 우수고 연구학교 지정
- 2009년 12월 27일 : 경상북도교육청 교과교실제(C형)자율학교 지정
- 2010년 12월 24일 : 다목적 체육관 준공
- 2011년 3월 3일 : 경상북도교육청 농산어촌 명품고 선정
- 2011년 5월 6일 : 신석우 제3대 이사장 취임
- 2016년 3월 1일 : 도교육청 교육과정 자율학교 지정
- 2024년 1월 5일 : 제38회 졸업식(101명, 총 6,337명)
- 2024년 3월 1일 : 제9대 백은숙 교장 취임

## 참고 자료
- 대가야고등학교 - 한국교육학술정보원 학교알리미